# رولاند موسر
رولاند موسر (بالألمانية: Roland Moser)‏ هو لاعب كرة قدم ليختنشتاني، ولد في 19 سبتمبر 1962 في ليختنشتاين. شارك مع منتخب ليختنشتاين لكرة القدم. أما مع النوادي، فقد لعب مع نادي فادوتس.

## وصلات خارجية
- رولاند موسر على موقع قاعدة بيانات كرة القدم.إي يو (الإنجليزية)
- رولاند موسر على موقع ناشيونال فوتبول تيمز (الإنجليزية)
- رولاند موسر على موقع عالم كرة القدم.نت (الإنجليزية)